# Högel
Högel je obec v německé spolkové zemi Šlesvicko-Holštýnsko, v zemském okrese Severní Frísko. Žije zde 456 obyvatel.

## Poloha obce

### Sousední obce
| Růžice kompasu |           | Lütjenholm | Goldelund | Růžice kompasu |
| Růžice kompasu | Bordelum  | Sever      | Joldelund | Růžice kompasu |
| Růžice kompasu | Bordelum  | Högel      | Joldelund | Růžice kompasu |
| Růžice kompasu | Bordelum  | Jih        | Joldelund | Růžice kompasu |
| Růžice kompasu | Vollstedt | Drelsdorf  |           | Růžice kompasu |